# Тшебехув (гмина)
Тшебехув (пол. Trzebiechów) — сельская гмина (волость) в Польше, входит как административная единица в Зелёногурский повет, Любушское воеводство. Население — 3268 человек (на 2004 год).

## Сельские округа
1. Борек
2. Гембице
3. Глухув
4. Ледно
5. Глембока
6. Мешково
7. Остшице
8. Радовице
9. Сважинице
10. Тшебехув
11. Подлегуж
12. Садово

## Соседние гмины
1. Гмина Боядла
2. Гмина Каргова
3. Гмина Сулехув
4. Гмина Забур
5. Гмина Зелёна-Гура